# Bronson (Kansas)
Bronson é uma cidade localizada no estado americano de Kansas, no Condado de Bourbon.

## Demografia
Segundo o censo americano de 2000, a sua população era de 346 habitantes. 
Em 2006, foi estimada uma população de 339, um decréscimo de 7 (-2.0%).

## Geografia
De acordo com o United States Census Bureau tem uma área de 
1,1 km², dos quais 1,1 km² cobertos por terra e 0,0 km² cobertos por água. Bronson localiza-se a aproximadamente 326 m acima do nível do mar.

## Localidades na vizinhança
O diagrama seguinte representa as localidades num raio de 20 km ao redor de Bronson. 